# Mlynařice
Mlynařice este un afluent de dreapta al răului Elba. Este un pârâu de câmpie din regiunea Boemia Centrală care drenează marginea vestică a districtului Nymburk. Lungimea totală a pârâului Mlynařice este de 17,8 km, iar altitudinea sa medie este de numai 14 metri. Suprafața bazinului măsoară 52,47 km², iar debitul mediu la gura de vărsare este de 0,12 m³/s.